# 1627.
◄ | 16. stoljeće | 17. stoljeće | 18. stoljeće | ►
◄ | 1590-ih | 1600-ih | 1610-ih | 1620-ih | 1630-ih | 1640-ih | 1650-ih | ►
◄◄ | ◄ | 1624. | 1625. | 1626. | 1627. | 1628. | 1629. | 1630. | ► | ►►
Arhitektura • Astronomija • Glazba • Kazalište • Kiparstvo • Knjige • Književnost • Kršćanstvo • Medicina • Politika • Pravo • Promet • Slikarstvo • Znanost

## Događaji
- 1. kolovoza – U Rimu osnovano Papinsko sveučilište Urbaniana.
- Početci Sveučilišta u Rijeci.
- Dovršena izgradnja prvoga dijela pavlinskoga samostana u Sveticama.

## Rođenja
- 25. siječnja – Robert Boyle, engleski kemičar († 1691.)
- 29. studenog – John Ray, engleski prirodoslovac († 1705.)

## Vanjske poveznice
|  | Zajednički poslužitelj ima još gradiva o temi 1627. |